# О’Брайен де Ласи, Мауриций
Мауриций О’Брайен де Ласи (пол. Maurycy O’Brien de Lacy, 1891 год, Августовек, около Гродно, Российская империя — 23 июля 1978 года, Варшава, Польша) — граф Ласси, польский общественный деятель, президент Гродно (1930—1933).

## Биография
Родился в 1881 году в усадьбе Августовек около Гродно в графской семье ирландца Александра О’Брайен де Ласи и польки Габриэлы Радовицкой. Закончил сельскохозяйственный факультет Рижского технического университета. Во время учёбы вступил в 1911 году в студенческую академическую организацию «Аркония». Во время Первой мировой войны принимал участие в деятельности международного Красного Креста. Был комендантом российского санитарного поезда, который действовал в районе Одессы. В это же время познакомился с русской княжной Надеждой Друцкой, с которой обвенчался в Москве в ноябре 1917 года.
Во время Гражданской войны находился в Москве. В 1918 году возвратился в родовое имение в Августовек под Гродно, где проживал с женой до 1939 года. В 1930 году был избран президентом Гродно. Эту должность исполнял до 1933 год. В сентябре 1939 года был назначен инспектором сельского хозяйства гродненского повята. После начала Второй мировой войны поселился около Варшавы. Был арестован Гестапо, но после вмешательства жены был освобождён из заключения.
Был братом Теренция О’Брайена де Ласи и Патрика О’Брайена де Ласи.
Скончался 23 июля 1978 года.